# Steyrsbergerreith
Die Steyrsbergerreith ist eine 50 Hektar große Alm in der Gemeinde Hinterstoder im österreichischen Bundesland Oberösterreich. Die in Privatbesitz befindliche Alm liegt am Nordhang der Wildalmleiten (Hanskamp), am nordöstlichen Ende des Toten Gebirges, in einer Seehöhe von 1190 m ü. A. Auf einer Weidefläche von 12 Hektar werden etwa 12 Jungrinder behirtet. Die Steyrsbergerreith ist von Juli bis Mitte September täglich bewirtschaftet. Das Almgebiet ist über eine Forststraße und Wanderwege erreichbar. Im Rahmen der Erweiterung des Skigebiets Hinterstoder-Höss sollen im Almbereich eine Skipiste, ein Skilift und ein Speicherteich für die künstliche Beschneiung angelegt werden.

## Zustieg
- Weg 11 von Vorderstoder, Gehzeit 1,5 Stunden
- Weg 11 von den Huttererböden
- Weg 31 von Hinterstoder